# Chetrosu, Anenii Noi
Chetrosu este localitatea de reședință a comunei Chetrosu, raionul Anenii Noi, Republica Moldova.

## Demografie
Structură etnică
     moldoveni (75,28%)
     ucraineni (11,55%)
     ruși (8,31%)
     găgăuzi (0,71%)
     bulgari (1,62%)
     români (0,51%)
     evrei (0,1%)
     polonezi (0%)
     țigani (0,25%)
     alte etnii / nedeclarată (1,67%)
Conform datelor recensământului din 2004, populația localității este de 1.974 locuitori, dintre care 943 (47,77%) bărbați și 1.031 (52,23%) femei. Structura etnică a populației în cadrul localității arată astfel:
- moldoveni — 1.486;
- ucraineni — 228;
- ruși — 164;
- găgăuzi — 14;
- bulgari — 32;
- români — 10;
- evrei — 2;
- țigani — 5;
- altele / nedeclarată — 33.